# Kamil Běhounek
Kamil Běhounek   (Blatná, 29 de març de 1916 - Bonn, 9 de desembre de 1983) va ser un músic alemany de jazz i entreteniment (acordió, saxo tenor) d'origen txecoslovac, que també va sorgir com a compositor i arranjador de pel·lícules.

## Viu i actua
Běhounek es va formar com a virtuós de l'acordió; va arribar al jazz a través d'un concert de Jack Hylton. Va tocar per primera vegada en una banda d'aficionats al "Grammo Club de Praga" i va enregistrar el seu primer disc el 1936. Després va treballar a l'orquestra de Harry Harden abans de formar part del conjunt de Rudolf Antonin Dvorský, on també va compondre i arreglar. Amb Jiří Traxler va escriure la música de la pel·lícula Eva macht Dummheiten (1939). El 1940 es va canviar a Karel Vlach, que anteriorment havia enregistrat la seva peça Ráda zpívám hot.
El 1943 Běhounek fou reclutat pels ocupants alemanys; va haver d'anar a Berlín, on va organitzar a Lutz Templin i Ernst van’t Hoff. Fins i tot després del seu retorn a Praga, va continuar treballant a la ràdio de Berlín. El 1944 va poder enregistrar els primers discos per a l'ultraphone amb el seu quintet. El 1948 es va traslladar a Alemanya Occidental, on va treballar als clubs de soldats nord-americans. Va treballar cada vegada més com a arranjador per a Adalbert Luczkowski, Willy Berking, Heinz Schönberger i Werner Müller. Entre el 1968 i el 1977 va gravar diversos àlbums de música folk, però va continuar tocant música swing amb els seus propis grups.